# Bisbat de Boulogne

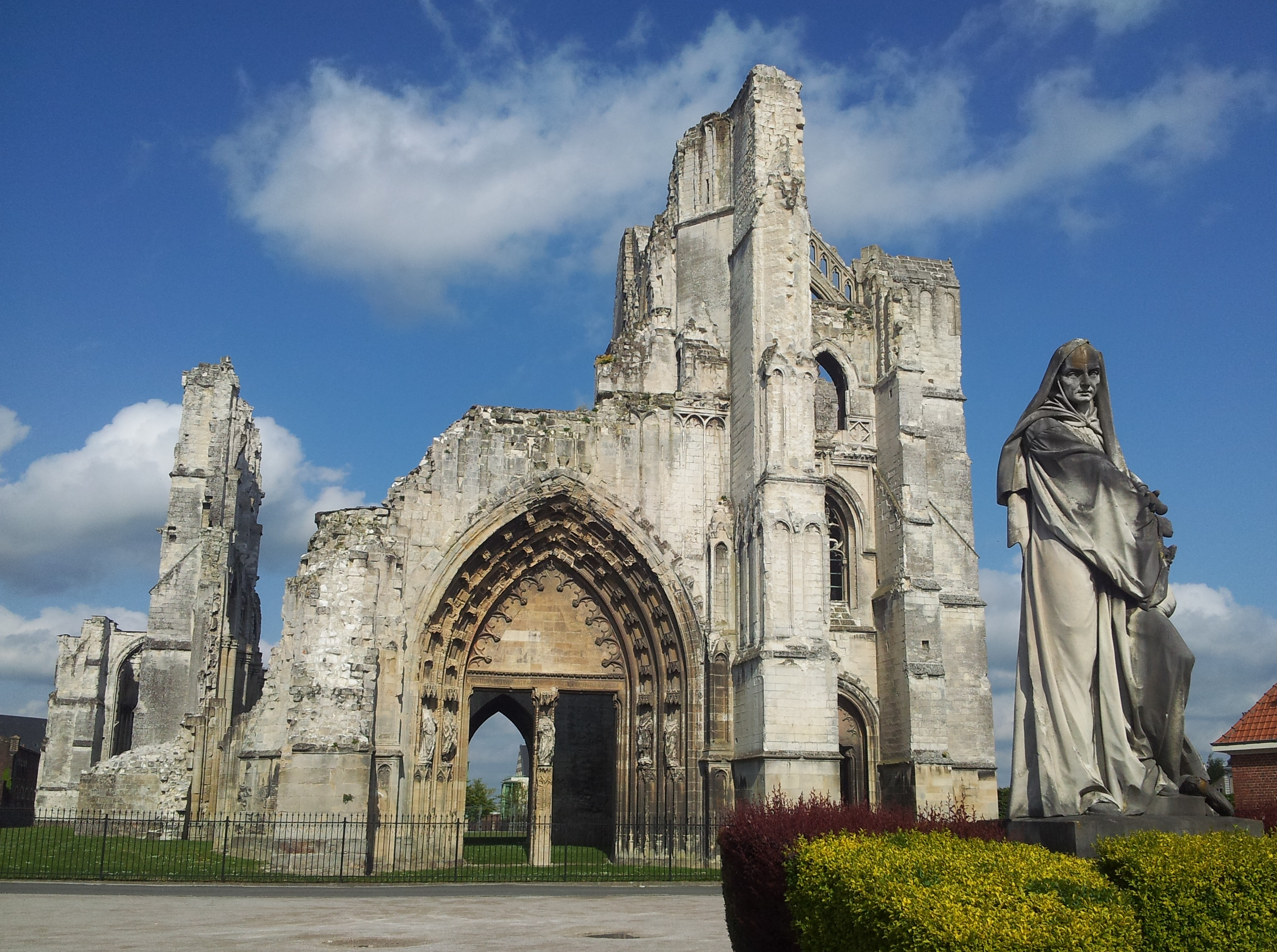
Restes de l'abadia de San Bertino a Saint-Omer, fundada el de sant Audomar.

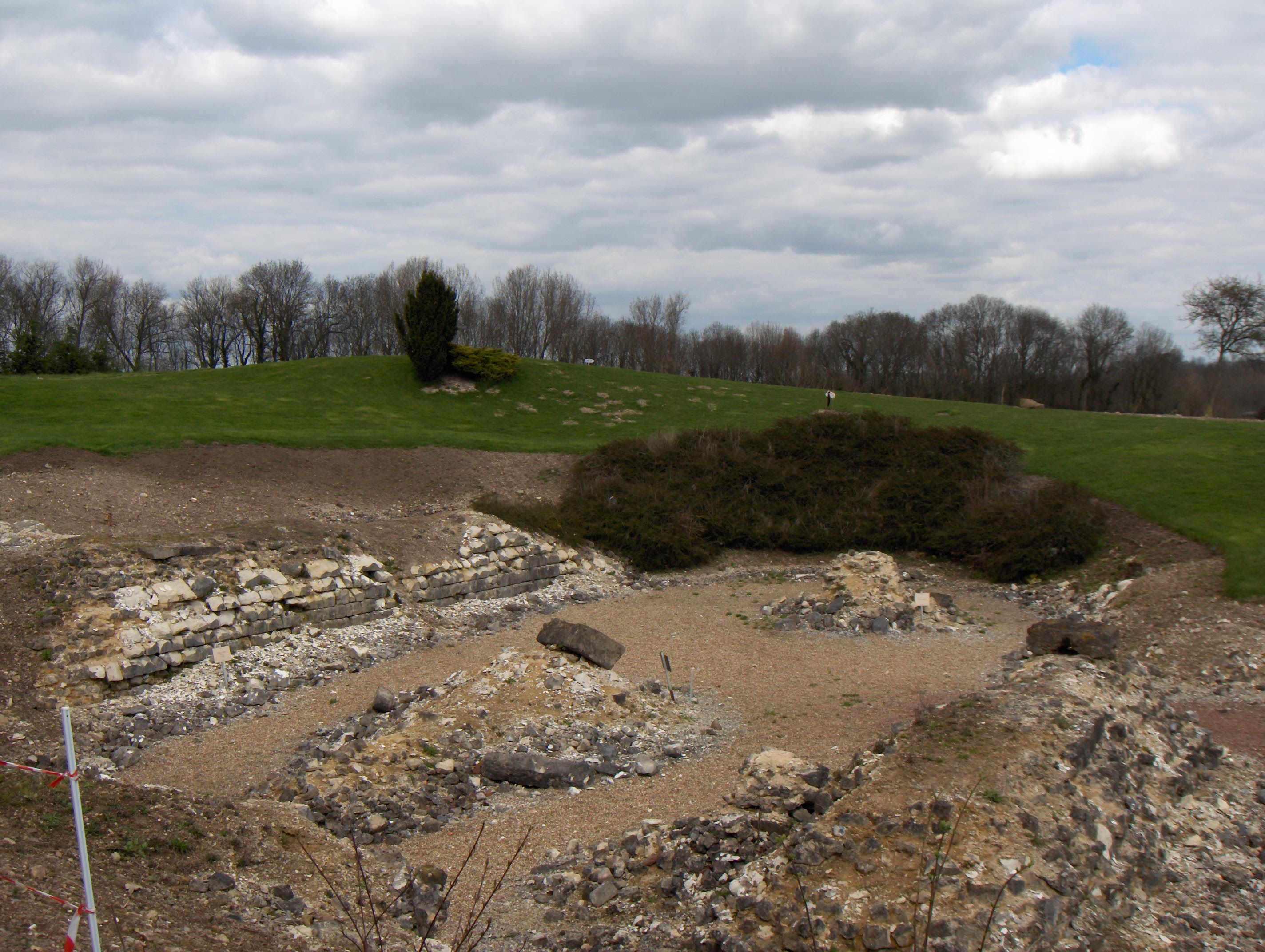
Restes arqueològiques al lloc de l'antica Thérouanne; proves de les restes de la catedral.

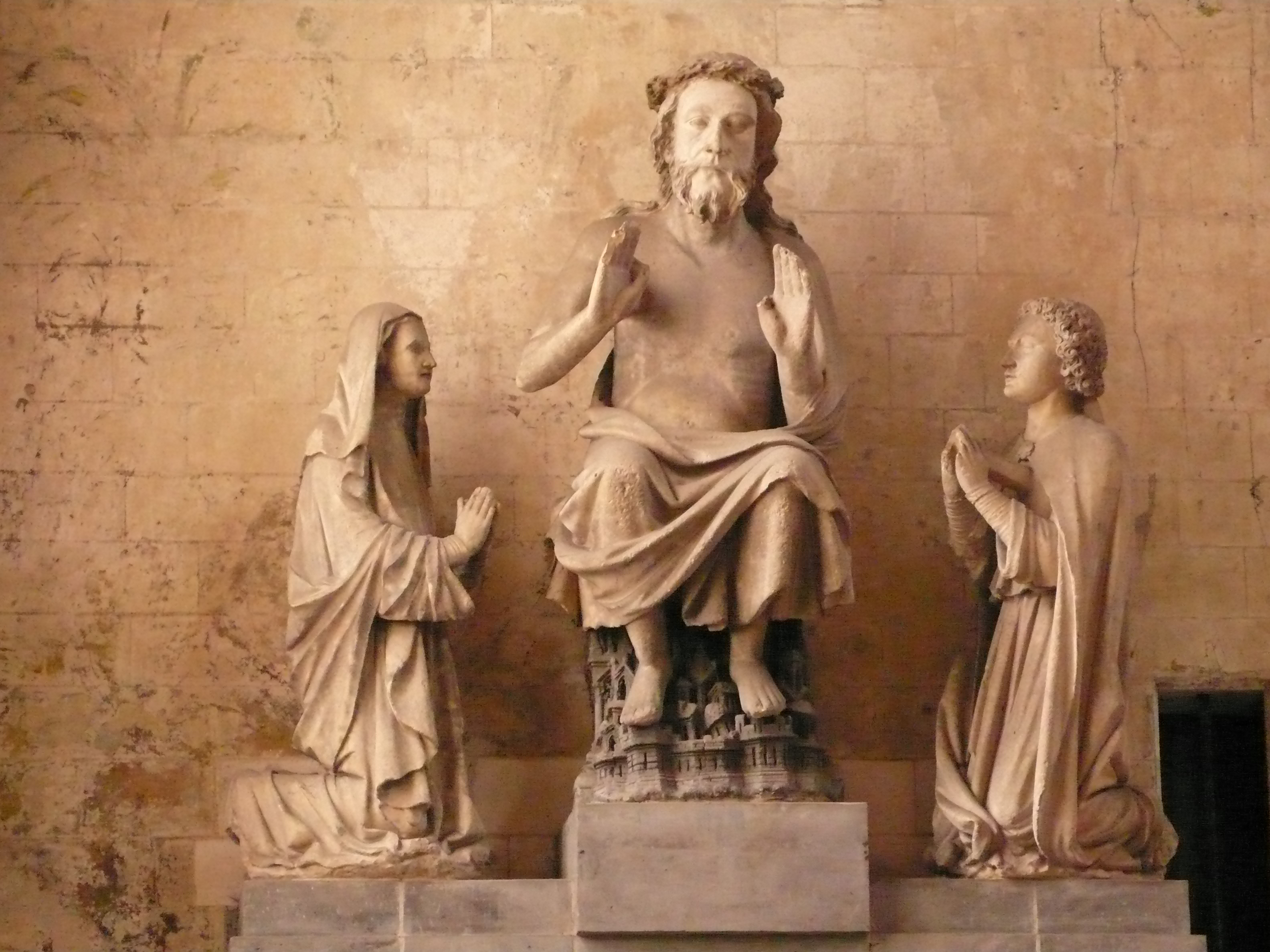
La composició escultòrica denominada Grand Dieu de Thérouanne (meitat del), que antigament es trobava a la façana de la catedral de Thérouanne, i que avui es troba a la veïna catedral de Saint-Omer.

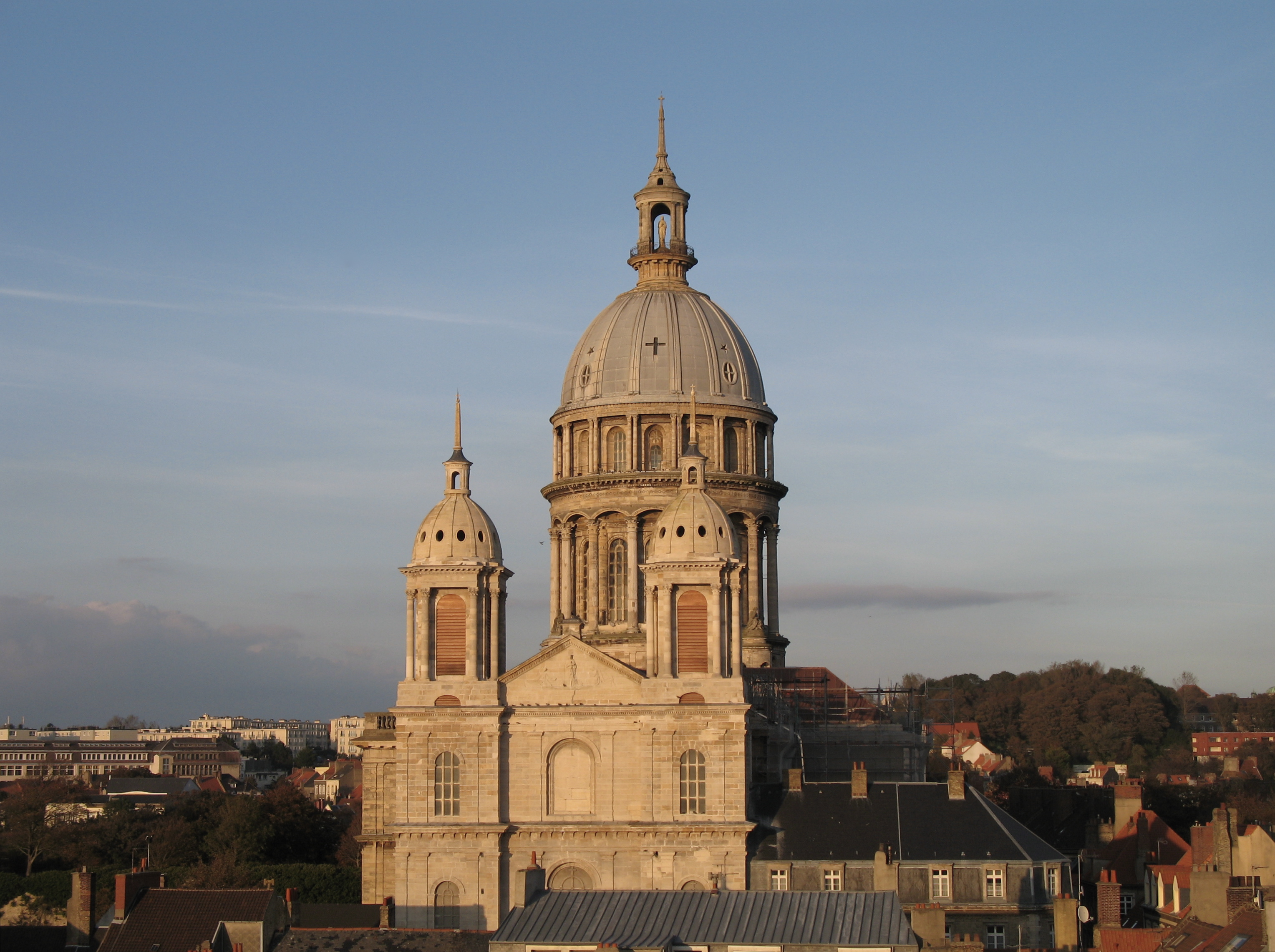
La basílica de la Immaculada Concepció de Boulogne-sur-Mer, edificada en estil neoclàssic al, sobre on es trobava l'antiga capital, destruïda durant la revolució.

El bisbat de Boulogne (francès: Diòcese de Boulogne, llatí: Dioecesis Boloniensis) és una seu suprimida de l'Església Catòlica a França.

## Història
Després dels acords de pau de Cateau-Cambrésis, el 12 de maig de 1559, mitjançant la butlla Super universas del Papa Pau IV, les zones orientals de la diòcesi, al territori imperial, es van escindir per erigir la diòcesi d'Ypres, sufragània de l'arxidiòcesi de Malines i de Saint-Omer, sufragània de l'arxidiòcesi de Cambrai. Els límits i la divisió administrativa de les dues noves diòcesis van ser establertes pel papa Pius IV en 1561.
Restaven els territoris francesos de l'antiga diòcesi de Thérouanne; i el 3 de març de 1567 amb la butlla papal Divinae maiestatis de Pius V la seu del bisbe es va traslladar de Thérouanne a Boulogne, i els bisbes portaren per un temps el títol de bisbe de Thérouanne. L'església de Nostra Senyora, construïda des de la fi del segle xi va ser erigida en la catedral. La nova diòcesi es trobava entre les diòcesis de Saint-Omer i Arràs a l'est, i la diòcesi d'Amiens al sud; es va organitzar en 280 parròquies i 144 esglésies ramificades, dividides en 2 arcediaconats (Artois i Flandes) i 17 diaconats.
El 3 de novembre de 1682 el bisbe Claude Le Tonnelier de Breteuil instituí el seminari diocesà, sent confiat a l'ensenyament als llatzaristes. Antigament els seminaristes es van formar, en la seva major part, al col·legi dels oratorians, fundat el 1631.
Durant la Revolució, la catedral de Notre-Dame i el palau episcopal van ser confiscats primer i després venuts (21 de juliol de 1798) i, finalment demolides pedra a pedra pels compradors per a la reutilització de materials de construcció.
La diòcesi de Boulogne va ser suprimida després del concordat amb el butlla Qui Christi Domini de Pius VII el 29 de novembre de 1801 i el seu territori va ser incorporat en la seva totalitat a la diòcesi d'Arràs. Al juny de 1817 entre la Santa Seu i el Govern francès es va arribar a un nou concordat, que va ser seguit el 27 de juliol de la butlla Commissa divinitus, amb la qual el Papa restaurava la seu de Boulogne, sufragània de l'arxidiòcesi de Cambrai: la diòcesi hagut de comprendre els districtes de Boulogne, Saint-Omer i Montreuil al departament del Pas-de-Calais. No obstant això, ja que l'acord no va entrar en vigor perquè no va ser ratificat pel Parlament de París, i aquest erecció no va tenir cap efecte. Més tard, la diòcesi mai no va ser restaurada.
El 23 de novembre de 1853, el bisbe d'Arras va obtenir el privilegi d'afegir al seu títol el títol de bisbe de Boulogne. 

A partir del 9 de febrer de 2009 també existeix la seu episcopal titular de Thérouanne, que mai no ha estat assignada fins ara.

## Cronologia episcopal
- Claude-André d'Ormy † (3 de març de 1567 - 15 de febrer de 1599 mort)
- Claude d'Ormy † (26 de juny de 1600 - 30 de novembre de 1626 mort)
- Victor Le Bouthilier † (29 de novembre de 1627 - 1 de setembre de 1631 nomenat arquebisbe coadjutor de Tours)
- Jean d'Olce † (20 de desembre de 1632 - 31 d'agost de 1643 nomenat bisbe de Baiona)
- François Perrochel † (6 de febrer de 1645 - 1675 o 1677 renuncià)
- Nicolas Ladvocat-Billiard † (8 de febrer de 1677 - 11 d'abril de 1681 mort)
- Claude Le Tonnelier de Breteuil † (1 de desembre de 1681 - 8 de gener de 1698 mort)
- Pierre de Langle † (15 de setembre de 1698 - 12 d'abril de 1724 mort)
- Jean-Marie Henriau † (11 de setembre de 1724 - 25 de gener de 1738 mort)
- Auguste-César d'Hervilly de Devise † (27 de juny de 1738 - 11 d'octubre de 1742 mort)
- François-Joseph-Gaston de Partz de Pressy † (15 de juliol de 1743 - 8 d'octubre de 1789 mort)
- Jean-René Asseline † (14 de desembre de 1789 - 10 d'abril de 1813 mort)[4]
  - Seu suprimida